# Karaba (periodiskt vattendrag i Burundi)
Karaba är ett periodiskt vattendrag i Burundi.   Det ligger i provinsen Ruyigi, i den centrala delen av landet, 120 kilometer öster om huvudstaden Bujumbura.
I omgivningarna runt Karaba växer huvudsakligen savannskog. Runt Karaba är det ganska glesbefolkat, med 42 invånare per kvadratkilometer.